# Князев, Станислав Никифорович
Станисла́в Ники́форович Кня́зев (бел. Станіслаў Нічыпаравіч Князеў; р. 1948, Новосибирск, РСФСР) — белорусский военачальник, юрист и учёный. Генерал-майор (1994). Доктор юридических наук (2005), профессор (2001), ректор Академии управления при Президенте Республики Беларусь (2003—2007), ректор Международного университета «МИТСО» (2011—2018). Автор научных публикаций, учебников и научных пособий по вопросам теории и истории государства и права, теории и практики управления.

## Биография
Родился 6 ноября 1948 года в Новосибирске (РСФСР). Трудовую деятельность начал слесарем на заводе «Сибсельмаш». С 1966 года в Вооружённых силах СССР. Окончил высшее учебное заведение КГБ, военное училище, Академию Федеральной службы безопасности России.
Возглавлял управление военной контрразведки КГБ Республики Беларусь, Институт национальной безопасности Республики Беларусь.
6 февраля 2001 года назначен заместителем государственного секретаря Совета безопасности Республики Беларусь. С 6 августа по 12 сентября 2001 года работал первым заместителем Государственного секретаря Совета безопасности Республики Беларусь.
12 сентября 2001 года назначен первым заместителем главы Администрации Президента Республики Беларусь (на место Владимира Заметалина).
С 25 марта 2003 года по 15 ноября 2007 года был ректором Академии управления при Президенте Республики Беларусь.
С 3 сентября 2011 года по 29 августа 2018 года — ректор Международного университета «МИТСО».
С 2 сентября 2019 года — заведующий кафедрой государственного управления Академии управления при Президенте Республики Беларусь.

## Семья
Женат, имеет две дочери и два сына.

## Научная деятельность
Князев С. Н. — доктор юридических наук, профессор. Область научной деятельности — теория управления, теория и методология государственного управления, основы идеологии, теория и практика обеспечения национальной безопасности. С 1995 года возглавлял республиканский общественный фонд «Экомир». С 1997 года избирался председателем Стрелкового союза Республики Беларусь. С 2001 года являлся председателем Геральдического совета Республики Беларусь. В 2002 году от имени Республики Беларусь выступал с трибуны Организации Объединённых Наций.
С. Н. Князев является членом коллегии Администрации Президента Республики Беларусь, председателем научно-консультативного совета Постоянной комиссии по международным делам и национальной безопасности Совета Республики Национального собрания Республики Беларусь.
Работая в должностях начальника Института национальной безопасности, первого заместителя Государственного секретаря Совета Безопасности, первого заместителя Главы Администрации Президента Республики Беларусь, участвовал в подготовке крупных государственных программ, в том числе являлся одним из основных разработчиков Концепции национальной безопасности Республики Беларусь 2001 года.

## Награды
- Орден «Знак Почёта»
- Орден Красной Звезды
- Медаль «В память 10-летия вывода советских войск из Афганистана» (13 февраля 1999 года) — в связи с памятной датой — 10-летием вывода советских войск из Афганистана и за активное участие в общественно-политической жизни[9]
- Почётная грамота Национального собрания Беларуси (26 октября 2004 года) — за заслуги в развитии законодательства и значительный вклад в совершенствование системы национальной безопасности Республики Беларусь[10]